# Allorchestes angusta
Allorchestes angusta is een vlokreeftensoort uit de familie van de Dogielinotidae. De wetenschappelijke naam van de soort is voor het eerst geldig gepubliceerd in 1856 door Dana.